# Martin Hayes (football)
Pour les articles homonymes, voir Martin Hayes.
Martin Hayes est un footballeur anglais né le 21 mars 1966 à Walthamstow, Londres.

## Carrière
- 1983-1990 : Arsenal  Angleterre
- 1990-1993 : Celtic Glasgow  Écosse
- 1992-1993 : AFC Wimbledon  Angleterre
- 1993-1995 : Swansea City  Pays de Galles